# Opisthotropis kuatunensis
Espèce
Statut de conservation UICN

 LC  : Préoccupation mineure
Opisthotropis kuatunensis est une espèce de serpents de la famille des Natricidae.

## Répartition
Cette espèce est endémique de la République populaire de Chine. Elle se rencontre dans les provinces du Zhejiang, du Fujian, du Jiangxi, du Guangxi et à Hong Kong.

## Description
Dans sa description Pope indique que le spécimen en sa possession mesure 67 cm dont 15 cm pour la queue. Son dos est brun olive et présente trois lignes longitudinales noires.
C'est un serpent ovipare.

## Étymologie
Son nom d'espèce, composé de kuatun et du suffixe latin -ensis, « qui vit dans, qui habite », lui a été donné en référence au lieu de sa découverte, le village de Kuatun situé dans les monts Ch'ungan Hsien dans le nord-ouest de la province du Fujian.

## Publication originale
- Pope, 1928 : Seven new reptiles from Fukien Province, China. American Museum Novitates, no 320, p. 1-6 (texte intégral).